# William R. Laird
William Ramsey Laird III, född 2 juni 1916 i Keswick i Kalifornien, död 7 januari 1974 i Montgomery i West Virginia, var en amerikansk demokratisk politiker och advokat. Han representerade delstaten West Virginia i USA:s senat 13 mars - 6 november 1956.
Laird studerade vid Kings College i Bristol, Tennessee och vid West Virginia University. Han tjänstgjorde i USA:s flotta i andra världskriget. Han inledde 1944 sin karriär som advokat i West Virginia. Han var delstatens skattekommissionär (state tax commissioner) 1955-1956.
Senator Harley M. Kilgore avled 1956 i ämbetet och Laird blev utnämnd till senaten fram till fyllnadsvalet senare samma år. Han kandiderade inte i fyllnadsvalet och efterträddes i november 1956 som senator av republikanen W. Chapman Revercomb. Efter den korta tiden som senator arbetade Laird åter som advokat.
Lairds grav finns på begravningsplatsen Huse Memorial Park i Fayetteville, West Virginia.